# كليمنت ريتشارد
كليمنت ريتشارد هو سياسي كندي، ولد في 17 فبراير 1939 في مدينة كيبك في كندا. انتخب عضو الجمعية الوطنية في كيبك ‏.